# Казанское (Казанский район)
Каза́нское — село в Тюменской области. Административный центр Казанского района и Казанского сельского поселения.

## География
Село находится на берегу реки Алабуга, на расстоянии 55 км от железнодорожной станции Ишим (на линии Тюмень — Омск) и 280 км (по прямой) к юго-востоку от города Тюмень, административного центра области.

### Часовой пояс
Село Казанское, как и вся Тюменская область, находится в часовой зоне МСК+2. Смещение применяемого времени относительно UTC составляет +5:00.

## История
Основано в 1758 году. В 1970—1991 годах — посёлок городского типа.

## Население
| 1959  | 1970  | 1979  | 1989  | 2002  | 2010  | 2012  |
| ----- | ----- | ----- | ----- | ----- | ----- | ----- |
| 3534  | ↗4467 | ↗7777 | ↘5975 | ↘5889 | ↗5932 | ↗5993 |
| 2013  | 2014  | 2015  | 2016  | 2017  | 2021  |       |
| ↗6007 | ↗6081 | ↗6142 | ↗6174 | ↗6206 | ↘5588 |       |

## Улицы
| - ул. 30 лет ВЛКСМ, - ул. 40 лет Октября, - ул. 40 лет Победы, - ул. 50 лет Победы, - ул. 8 Марта, - ул. Берёзовая, - ул. Больничная, - пер. Больничный, - ул. Гагарина, - пер. Гагарина, - ул. Горького, - ул. Гуторовой, - ул. Демьянцева, - ул. Дзержинского, | - ул. Дружбы, - ул. Есенина, - ул. Жуковского, - ул. Западная, - ул. Звёздная, - ул. Зелёная, - ул. Ишимская, - ул. К. Маркса, - ул. Кирова, - ул. Кленовая, - ул. Кныш, - ул. Комсомольская, - ул. Кооперативная, - пер. Кооперативный, | - ул. Королёва, - ул. Кошукова, - ул. Крук, - ул. Кузнечная, - пер. Кузнечный, - ул. Ленина, - пер. Лермонтова, - ул. Лесная, - ул. Луначарского, - пер. Луначарского, - ул. Майская, - ул. Мелиораторов, - пер. Мелиораторов, - пер. Мечтателей, | - ул. Мира, - ул. Молодёжная, - ул. Монтажников, - ул. Октябрьская, - пер. Октябрьский, - пер. Оптимистов, - ул. Первомайская, - ул. Полевая, - ул. Промышленная, - ул. Путилова, - ул. Пушкина, - пер. Пушкина, - ул. Республики, - пер. Республики, | - ул. Свердлова, - ул. Светлая, - ул. Северная, - пер. Северный, - ул. Сибирская, - ул. Синилова, - ул. Снежная, - ул. Советская, - ул. Совхозная, - ул. Солнечная, - ул. Сосновая, - ул. Строителей, - ул. Юбилейная, - ул. Южная. |